# اوا فابیان
اوا فابیان (به انگلیسی: Eva Fabian) (زادهٔ ۳ اوت ۱۹۹۳) شناگر اهل ایالات متحده آمریکا است.